# Pupiales (ort)
Pupiales är en ort i Colombia.   Den ligger i departementet Nariño, i den sydvästra delen av landet, 600 km sydväst om huvudstaden Bogotá. Pupiales ligger 2 974 meter över havet och antalet invånare är 6 760.
Terrängen runt Pupiales är kuperad åt nordost, men åt sydväst är den platt. Runt Pupiales är det ganska tätbefolkat, med 54 invånare per kvadratkilometer. Närmaste större samhälle är Ipiales, 4,7 km söder om Pupiales. Omgivningarna runt Pupiales är en mosaik av jordbruksmark och naturlig växtlighet.